# Cootie Williams
Charles Melvin "Cootie" Williams (Mobile, Alabama, 24 de julio de 1910 o 10 de julio de 1911 – Long Island, Nueva York, 15 de septiembre de 1985) fue un trompetista y compositor estadounidense de jazz y jump blues.

## Trayectoria
Comenzó estudiando trombón y tuba, a la vez que practicaba de forma autodidacta con la trompeta, tocando en varias bandas locales juveniles, en una de las cuales coincidión con Lester Young. En 1928, se traslada a Nueva York, donde se incorpora a la big band de Chick Webb y, ocasionalmente, a la de Fletcher Henderson. Un año más tarde entra en la orquesta de Duke Ellington, para sustituir a Bubber Miley, permaneciendo con Ellington hasta 1940, y convirtiéndose en una de sus estrellas. Toca después con Benny Goodman y, después, con el sexteto de Charlie Christian. Después, forma su propia big band, en la que incorpora a músicos talentosos como Bud Powell o Eddie Vinson. Con esta orquesta, o con pequeñas formaciones, se mantiene como banda residente del Savoy Ballroom, una de las salas más importantes de Nueva York, durante casi 16 años.
En los años 1960, vuelve a la orquesta de Duke Ellington, permaneciendo con su hijo Mercer Ellington en la banda reconstruida tras la muerte del duque (1974). Participó en un gran número de películas musicales junto con Ellington.

## Estilo
Williams fue uno de los maestros de la sordina, con la que lograba mantener un sonido punzante y emotivo. En sus primeros tiempos en la banda de Ellington, sucedió a Miley en la responsabilidad de mantener el sonido jungle que la hizo popular. Su estilo estaba muy influido por Louis Armstrong, aunque también por King Oliver, y fue un excelente solista, con un fraseo muy bien articulado y sonido cristalino sin la sordina. Como compositor, destaca entre todas sus obras la que firmó a medias con Thelonious Monk, 'Round Midnight.

## Discografía
El sello Classics, ha reeditado algunas de sus grabaciones con su propia big band.
- Cootie Williams and His Orchestra 1941-44 (Classics, 1995)
- Cootie Williams and His Orchestra 1945-46 (Classics, 1999)
- Cootie Williams and His Orchestra 1946-49 (Classics, 2000)